# Globale Umweltpolitik
Globale Umweltpolitik ist der Teil der zwischenstaatlichen Umweltpolitik, der sich vor allem auf globale Umweltveränderungen und -szenarien bezieht. Hierzu gehören insbesondere Desertifikation, die globale Erwärmung und grenzüberschreitende Luftverunreinigungen sowie die Erhaltung der Biodiversität. Häufig findet sie auf der Ebene der Vereinten Nationen statt.

## Verfahren
Globale Umweltpolitik geschieht in der Regel als Verhandlung und Abschluss (und eventuelle Weiterentwicklung) eines internationalen Umweltabkommens, also eines völkerrechtlichen Vertrages zwischen drei oder mehr Staaten. Als Ziele können u. a. eine Zustandsänderung, also etwa das Zurückfahren der Wüstenneubildung, oder eine Verhaltensänderung, also etwa Emissionsreduktionen vereinbart werden.

## Organisationen
An der globalen Umweltpolitik sind neben staatlichen Stellen, besonders den jeweiligen Umweltministerien, auch zahlreiche internationale Organisationen beteiligt. Zu den Hauptakteuren gehören u. a. das Umweltprogramm der Vereinten Nationen (UNEP) und die an der Umsetzung und Finanzierung zahlreicher Projekte beteiligte Globale Umweltfazilität (GEF).
Weitere beteiligte Organisationen sind:
- Kommission der Vereinten Nationen für Nachhaltige Entwicklung (United Nations Commission on Sustainable Development, CSD)
- die UN-Generalversammlung
- das Sekretariat der Klimarahmenkonvention (UNFCCC)
- UNFF, das Waldforum der Vereinten Nationen
- ECOSOC, der Wirtschafts- und Sozialrat der UN

Sowie mit Querschnittsbereich beteiligt:
- UNDP, das Entwicklungsprogramm der Vereinten Nationen
- Regionalkommissionen der UN, besonders ECE, die Europäische Wirtschaftskommission
- UN-Sonderorganisationen, etwa UNESCO, die WTO oder die WHO

Neben den oben genannten spielen die Nichtstaatlichen Organisationen eine zunehmend stärker werdende Rolle. Zu den umweltpolitisch aktiven Organisationen gehören sowohl nationale als auch internationale Gruppen:
- Eurosolar
- Friends of the Earth
- Greenpeace
- Internationales Grünes Kreuz
- Klima-Bündnis
- WWF

## Wissenschaftliche Begleitung
Die Erkennung und Behandlung globaler Umweltveränderungen bedarf eines erheblichen wissenschaftlichen Aufwandes. Der naturwissenschaftliche Teil hiervon wird unter anderem von groß angelegten internationalen Forschungskooperationen wie dem Millennium Ecosystem Assessment (MA) oder dem Intergovernmental Panel on Climate Change (IPCC) geleistet.
Besonders im Folgeprozess sind dann auch vermehrt sozialwissenschaftliche Erkenntnisse gefragt, welche die Effektivität eines neu errichteten internationalen Regimes messen oder Vorschläge zur effektiveren Umsetzung der vorgegebenen politischen Ziele abgeben.

## Meilensteine
In der Literatur werden regelmäßig einige Meilensteine der globalen Umweltpolitik vermerkt. Dies sind große Weltumweltkonferenzen oder besonders wichtige Publikationen. Dabei sind besonders zu nennen:
- 1972: Die Konferenz der Vereinten Nationen über die Umwelt des Menschen (UNCHE) in Stockholm
- 1979: Erste Weltklimakonferenz in Genf
- 1983: Die Weltkommission für Umwelt und Entwicklung unter dem Vorsitz von Gro Harlem Brundtland
- 1985: Wiener Übereinkommen zum Schutz der Ozonschicht
- 1987: Brundtland-Bericht (Festlegung der Definition für nachhaltige Entwicklung)
- 1991: Gründung der Globalen Umweltfazilität
- 1992: Die Konferenz der Vereinten Nationen über Umwelt und Entwicklung (UNCED) in Rio de Janeiro mit Beschluss der Leitlinien für das 21. Jahrhundert Agenda 21 und der Biodiversitätskonvention
- 1997: Kyoto-Protokoll zum globalen Klimaschutz
- 2002: Der Weltgipfel für nachhaltige Entwicklung (WSSD) in Johannesburg
- 2009: REDD+-Waldschutzinitiative in Kopenhagen
- 2015: Klimaschutzübereinkommen von Paris